# Barbara Nichols
Barbara Marie Nickerauer , conocida artísticamente como Barbara Nichols (Mineola (Nueva York), 10 de diciembre de 1928-Los Angeles, 5 de octubre de 1976) fue una actriz de cine y televisión estadounidense activa durante las décadas de 1950, 1960 y 1970.

## Biografía
Criada en el distrito neoyorkino de Queens, Nichols comenzó su carrera artística como modelo a finales de los años 1940, para luego aterrizar en Broadway, donde apareció en la reposición de los musicales Pal Joey (1952) y Let It Ride (1961). A mediados de los años 50 se trasladó a Hollywood y obtuvo numerosos papeles secundarios en películas como The King and Four Queens (1956) con Clark Gable, The Naked and the Dead (1958), basada en la novela homónima de Norman Mailer, The Pyjama Game (1957), junto a Doris Day, Hot Lead (1958), junto a Burt Lancaster y Tony Curtis, That Kind of Woman (1959), The Beach of Desire (1960). Rubia y extravagante, considerada una rival menor de Marilyn Monroe, tuvo pocos papeles protagonistas, uno de los cuales fue en la película de ciencia ficción The Human Duplicators (1965), junto a George Nader.
Nichols apareció como estrella invitada en muchas series de televisión, incluidas The Twilight Zone, The Untouchables, The Travels of Jaimie McPheeters, Going My Way, Batman, Hawaii Five-O y The Beverly Hillbillies. Su última aparición en la pantalla grande fue en la película Won Ton Ton: The Dog Who Saved Hollywood  (1976).
Nichols murió el 5 de octubre de 1976, a la edad de 47 años, por insuficiencia hepática debido a complicaciones del bazo y del hígado tras un accidente automovilístico sufrido muchos años antes. Fue enterrada en Pinelawn Memorial Park en Farmingdale, Nueva York.

## Filmografía

### Cine
- River of No Return (1954)
- Manfish (1956)
- Miracle in the Rain (1956)
- Beyond a Reasonable Doubt (1956)
- The Wild Party (1956)
- The King and Four Queens (1956)
- Sweet Smell of Success (1957)
- The Pajama Game (1957)
- Pal Joey (1957)
- The North Frederick (1958)
- The Naked and the Dead (1958)
- Woman Obsessed (1959)
- That Kind of Woman (1959)
- Who Was That Lady? (1960)
- Where the Boys Are (1960)
- The George Raft Story (1961)
- House of Women (1962)
- Looking for Love (1964)
- Dear Heart (1964)
- The Disorderly Orderly (1964)
- The Human Duplicators (1965)
- The Loved One (1965)
- The Swinger (1966)
- The Power (1968)
- Sette uomini e un cervello (1968)
- Charley and the Angel (1973)
- The Photographer (1974)
- Won Ton Ton: The Dog Who Saved Hollywood (1976)

### Televisión
- Studio One  (1953)
- The Mask (1954)
- The United States Steel Hour (1954)
- The Philco Television Playhouse (1954)
- Center Stage (1954)
- Armstrong Circle Theatre (1954)
- Danger (1955)
- Chevron Hall of Stars (1956)
- It's a Great Life (1956)
- The Bob Cummings Show (1956-1958)
- Matinee Theatre (1957)
- The Thin Man (1957-1959)
- Maverick (1958)
- Love That Jill (1958)
- Shower of Stars (1958)
- Climax! (1958)
- Dragnet (1958)
- The Milton Berle Show (1958)
- The Red Skelton Show (1958-1960)
- The Jack Benny Program (1958-1960)
- The Scarface Mob (1959)
- Westinghouse Desilu Playhouse (1959)
- The Real McCoys (1959)
- The Untouchables (1959)
- The Dennis O'Keefe Show (1959)
- Stagecoach West (1960)
- The Twilight Zone (1961)
- General Electric Theater (1961)
- Michael Shayne (1961)
- The Detectives Starring Robert Taylor (1961)
- Miami Undercover (1961)
- Westinghouse Playhouse (1961)
- The Dick Powell Show (1962)
- Alcoa Premiere (1963)
- Going My Way (1963)
- Vacation Playhouse (1963)
- Arrest and Trial (1963)
- Grindl (1963)
- The Beverly Hillbillies (1963)
- Kraft Suspense Theatre (1964)
- The Travels of Jaimie McPheeters (1964)
- Laredo (1965)
- The Wild Wild West (1966)
- Batman (1966)
- Green Acres (1967)
- The Girl from U.N.C.L.E. (1967)
- The Jackie Gleason Show (1967)
- Hawaii Five-O (1969)
- The Smith Family (1971)
- The Doris Day Show (1971)
- Love, American Style (1971)
- Adam-12 (1971-1973)
- Emergency! (1974)
- The Rookies (1974)